# Ouija : Les Origines
Série
Ouija
(2014)
Pour plus de détails, voir Fiche technique et Distribution.
Ouija : Les Origines ou Ouija : L'Origine du Mal au Québec (Ouija: Origin of Evil) est un film d'horreur américain coécrit, réalisé et monté par Mike Flanagan, sorti en 2016. 
Il s'agit d'une préquelle du film Ouija, sorti en 2014. Le film est adapté du jeu Ouija et plus précisément de la version éditée par la société Hasbro.

## Synopsis
Los Angeles, 1967. Alice Zander et ses deux filles, Paulina (dite « Lina ») et Doris, sont de fausses médiums qui arnaquent leurs clients lors de séance de tables tournantes truquées. Alice a acheté, sur le conseil de Lina, un jeu de Ouija. Le soir même, Alice lit sur la boîte qu'il ne faut jamais jouer seul, qu'il faut toujours dire « Au revoir ». Elle équipe le jeu de pièges pour mieux arnaquer ses clients. Pendant un moment, elle essaye de communiquer, puis c'est Doris qui réagit à ses questions sans s'en rendre compte[pas clair]. Le lendemain, Doris essaie de communiquer avec son père, elle arrive à communiquer mais pas avec son père. C'est en fait un mauvais esprit qui serait là depuis le début, un médecin psychopathe qui a torturé et tué ses patients dans sa cave. Doris persuade sa mère qu'elle peut communiquer avec l´esprit de son père quand elle trouve de l´argent qui fait qu'elle ne perdra jamais leur maison. Alice, convaincue que Doris sait communiquer avec les esprits, utilise sa fille pour ses séances de médium. Doris manque beaucoup l'école et commence à avoir un comportement bizarre.

## Fiche technique
- Titre original : Ouija: Origin of Evil
- Titre français : Ouija : Les Origines
- Titre québécois : Ouija : L'Origine du Mal
- Réalisateur : Mike Flanagan
- Scénario : Mike Flanagan et Jeff Howard, d'après le jeu Ouija de Hasbro
- Décors : Patricio M. Farrell
- Costumes : Lynn Falconer
- Photographie : Michael Fimognari
- Montage : Mike Flanagan
- Musique : The Newton Brothers
- Production : Michael Bay, Bradley Fuller, Andrew Form, Jason Blum, Brian Goldner et Stephen Davis
- Sociétés de production : Allspark Pictures, Platinum Dunes, Hasbro Films et Blumhouse Productions
- Société de distribution : Universal Pictures
- Budget : 5 millions de dollars[1]
- Pays d'origine :  États-Unis
- Langue originale : anglais
- Format : couleur
- Genre : épouvante
- Durée : 99 minutes
- Dates de sortie :
  - États-Unis, Québec : 21 octobre 2016[2]
  - France : 2 novembre 2016
- Classification :
  -  Interdit aux moins de 12 ans lors de sa sortie en salles

## Distribution
- Elizabeth Reaser (VFB : Sandrine Henry ; VQ : Pascale Montreuil) : Alice Zander
- Annalise Basso (VFB : Léone François ; VQ : Ludivine Reding) : Paulina « Lina » Zander
  - Lin Shaye : Paulina Zander, âgée
- Lulu Wilson (VFB : Alayin Dubois ; VQ : Marine Guérin) : Doris Zander
- Henry Thomas (VFB : David Manet ; VQ : Antoine Durand) : Père Tom
- Parker Mack (VFB : Maxime Van Santfoort) : Mikey
- Sam Anderson (VQ : Yves Massicotte) : M. Browning
- Kate Siegel : Jenny Browning
- Doug Jones : Marcus / le médecin du Diable
- Alexis G. Zall : Betty
- Halle Charlton : Ellie
- Ele Keats : la mère de Ellie
- Nicholas Keenan : Walter

Sources et légende : Version francophone belge (VFB) sur Netflix; Version québécoise (VQ) sur Doublage.qc.ca
Version francophone belge
- Studio de doublage : Dubfiction
- Directeur artistique : Bruno Buidin
- Adaptation : Didier Drouin

## Production

### Développement
En janvier 2015, Universal Pictures annonce le développement d'une suite pour le film Ouija. 
Il est annoncé que ce deuxième volet se déroulera avant les événements du premier film et racontera l'histoire des fantômes du film avant leur mort. Il sera réalisé par Mike Flanagan qui va écrire aussi le scénario avec Jeff Howard.

### Tournage
Le tournage du film s'est déroulé entre le 9 septembre 2015 et le 21 octobre 2015. 

## Accueil

### Critiques
Contrairement au premier volet, le film a reçu des critiques positives, recueillant 80 % de critiques positives, avec une note moyenne de 6,2/10 et sur la base de 82 critiques collectées, sur le site agrégateur de critiques Rotten Tomatoes, lui permettant d'être certifié "Frais". Sur Metacritic, il obtient un score positif de 65/100 sur la base de 26 critiques collectées. En France, il est également bien accueilli par les critiques sur Allociné, il reçut une note de 3/5 de la presse et une note de 3,3/5 des spectateurs.

### Box-office
| Pays ou région    | Box-office      | Date d'arrêt du box-office | Nombre de semaines |
| ----------------- | --------------- | -------------------------- | ------------------ |
| États-Unis Canada | 35 144 505 $    | 29 décembre 2016           | 10                 |
| Québec            | 590,604 $       | 13 novembre 2016           | 4                  |
| France            | 330,767 entrées | 15 décembre 2016           | 6                  |
| International     | 46 561 241 $    | 18 décembre 2016           | 9                  |
| Monde             | 81 705 746 $    | 29 décembre 2016           | 10                 |

Le film a fait un démarrage de 17 568 625 dollars aux États-Unis et 7 900 000 dollars de recettes internationales, lors de sa première semaine d'exploitation. Il cumule donc un total de 21 960 000 dollars de recettes mondiales la première semaine. Lors de sa deuxième semaine d'exploitation aux États-Unis, il cumula 9 820 625 dollars de recettes, pour un total de 27 389 250 dollars de recettes. Lors de sa troisième semaine d'exploitation aux États-Unis, il a cumulé 5 120 840 dollars de recettes, pour un total de 32 510 840 dollars de recettes. Lors de sa quatrième semaine d'exploitation aux États-Unis, il a cumulé 2 090 940 dollars, pour un total de 34 601 030 dollars de recettes.
En France, il cumule 43,777 entrées le premier jour de son exploitation. Lors de sa première semaine d'exploitation en France, il a cumulé 167,060 entrées. La deuxième semaine, il a cumulé 103,247 entrées pour un total de 270,307 entrées. La troisième semaine, il a cumulé 33,868 entrées pour un total de 304,175 entrées. Il dépasse donc le premier film en nombre d'entrées en France.